# Alexander Anetsberger
Alexander Anetsberger  (* 6. Juli 1968 in Kirchberg vorm Wald) ist ein bayerischer Kommunalpolitiker (CSU). Er ist seit 1. Mai 2020 Landrat des Landkreises Eichstätt.

## Leben
Nach Schulausbildung und 15-monatigem Wehrdienst studierte Anetsberger Geografie an der Katholischen Universität Eichstätt-Ingolstadt. Nach einer Tätigkeit als Produktmanager bei einem Reise-Veranstalter leitete er das Tourismusbüro Hauzenberg und war dann in gleicher Tätigkeit bei der Stadt Beilngries tätig. Beim Tourismusverband Ostbayern war er schließlich als Marketingleiter Bayerischer Wald tätig.

## Politik
In der Amtszeit von Mai 2014 bis April 2020 war Anetsberger erster Bürgermeister der Stadt Beilngries. Bei der Kommunalwahl am 15. März 2020 erreichte er unter vier Bewerbern 47,15 % und wurde in der Stichwahl vom 29. März 2020 mit 51,78 % zum Landrat von Eichstätt gewählt.

## Privates
Anetsberger ist geschieden und Vater von zwei Kindern.